# UNILPA
UNILPA (sigla de "Unión Industrial de La Pampa") es una asociación civil empresaria sin fines de lucro, representativa de la actividad industrial de la Provincia de La Pampa.
Fue creada el 28 de mayo de 1983, cuya sede se estableció en la ciudad de General Pico, en la calle 15 nro 1532, además de contar con oficinas permanentes en General Acha y Santa Rosa.
El 30 de marzo de 1984 el gobernador de la provincia de La Pampa, por entonces, el Dr. Hugo Rubén Marín, firmó el Decreto Nº732/84 por el cual se le otorga la  personería jurídica.
El primer presidente de la institución fue el Ing. Hugo Delgado.

## Historia
Bajo el lema de "Industrializar La Pampa para crecer y lograr un Desarrollo Sustentable", desde el principio UNILPA participó en la elaboración de leyes de promoción industrial, en conjunto con el Banco de La Pampa, la Unión Industrial Argentina (UIA) y con la Confederación General de la Industria, para llevar adelante las primeras exportaciones de productos elvorados en territorio pampeano hacia el exterior, organizando las primeras ferias de industria y otras iniciativas de índole comunitarias. A principios de la década de los 90, la asociación logró conformar la primera mesa del Encuentro Empresarial Pampeano.

## Programa de Recuperación Productiva
Durante los últimos años, la industria pampeana fue decreciendo debido a las distintas políticas del Estado y para evitar el cierre de más empresas, UNILPA, con fondos del Estado Nacional sostiene el funcionamiento de 19 empresas, distribuidas en General Pico, Trenel, Guatraché y el oeste de la provincia, garantizando el pago de haberes a unos 670 trabajadores.